# Live Killers
| 평가 점수                     | 평가 점수     |
| 출처                          | 점수          |
| ----------------------------- | ------------- |
| Allmusic                      | [ 2 ]         |
| Record Mirror                 | (favorable)   |
| Rolling Stone                 | (unfavorable) |
| The Rolling Stone Album Guide | [ 5 ]         |
| Smash Hits                    | 3½/10         |

《Live Killers》는 1979년 6월 22일에 발매된 영국의 록 밴드 퀸의 라이브 음반이다. 그 음반은 발표 당시 비평가들로부터 강한 부정적인 평을 받았다. 회고적 평가에서 올뮤직의 그레그 프라토는 이 음반이 "70년대 아레나 록 파워가 최고조에 달했던 퀸의 훌륭한 문서"라고 말하며 최초의 반응을 설명할 수 없다고 밝혔다.

## 배경
이 음반은 1979년 1월부터 3월까지 퀸의 《Jazz》 월드 투어의 유럽 리그 동안 라이브로 녹음되었다.
이 음반은 이 밴드에 의해 자체 프로듀싱을 맡았으며 스위스 몽트뢰의 마운틴 스튜디오에서 혼합된 첫 번째 음반이다.
기타리스트 브라이언 메이와 드러머 로저 테일러는 후에 미국 라디오 쇼 《In the Studio with Redbeard》(80년대 《The Game》의 제작을 집중 조명한)에서 밴드가 스스로 《Live Killers》를 섞었고 최종 믹스에 만족하지 못했다고 밝혔다.
그럼에도 불구하고 이 음반은 영국 음반 차트 3위, 미국 빌보드 200에서 16위에 올랐고, 미국에서 더블 플래티넘 인증을 받았다.
미국, 유럽, 캐나다 이외의 지역에서, 엘렉트라 레코드는 1985년에 《Queen Live》라는 제목의 짧은 편집 버전을 재발매했다.
EMI 레코드가 디지털 마스터 시리즈의 일부로 발표한 1994년호는 이전 발매의 품질에 대해 개선되지 않았다. 후에 이 음반은 2001년 피터 뮤에 의해 더 나은 품질로 리메이크되었고 복원되었다.

## 곡 목록
| #   | 제목                                    | 작사·작곡     | 재생 시간 |
| --- | --------------------------------------- | ------------- | --------- |
| 1.  | 〈We Will Rock You (Fast)〉             | 브라이언 메이 | 3:29      |
| 2.  | 〈Let Me Entertain You〉                | 프레디 머큐리 | 3:04      |
| 3.  | 〈Death on Two Legs (Dedicated to...)〉 | 머큐리        | 3:32      |
| 4.  | 〈Killer Queen〉                        | 머큐리        | 1:59      |
| 5.  | 〈Bicycle Race〉                        | 머큐리        | 1:29      |
| 6.  | 〈I'm in Love with My Car〉             | 로저 테일러   | 2:01      |
| 7.  | 〈Get Down, Make Love〉                 | 머큐리        | 4:31      |
| 8.  | 〈You're My Best Friend〉               | 존 디콘       | 2:07      |
| 9.  | 〈Now I'm Here〉                        | 메이          | 8:44      |
| 10. | 〈Dreamer's Ball〉                      | 메이          | 3:42      |
| 11. | 〈Love of My Life〉                     | 머큐리        | 4:59      |
| 12. | 〈'39〉                                 | 메이          | 4:26      |
| 13. | 〈Keep Yourself Alive〉                 | 메이          | 4:03      |

| #  | 제목                     | 작사·작곡         | 재생 시간 |
| -- | ------------------------ | ----------------- | --------- |
| 1. | 〈Don't Stop Me Now〉    | 머큐리            | 4:28      |
| 2. | 〈Spread Your Wings〉    | 디콘              | 5:14      |
| 3. | 〈Brighton Rock〉        | 메이              | 12:13     |
| 4. | 〈Bohemian Rhapsody〉    | 머큐리            | 5:51      |
| 5. | 〈Tie Your Mother Down〉 | 메이              | 3:43      |
| 6. | 〈Sheer Heart Attack〉   | 테일러            | 3:36      |
| 7. | 〈We Will Rock You〉     | 메이              | 2:48      |
| 8. | 〈We Are the Champions〉 | 머큐리            | 3:27      |
| 9. | 〈God Save the Queen〉   | 민요, 메이 (편곡) | 1:33      |

## 생략된 곡들
- 〈Somebody to Love〉
- 〈Fat Bottomed Girls〉
- 〈If You Can't Beat Them〉
- 〈It's Late〉

## 인증
| 국가                                                  | 인증        | 판매량/출하량 |
| ----------------------------------------------------- | ----------- | ------------- |
| 오스트리아 (IFPI 오스트리아)                          | 골드        | 25,000*       |
| 네덜란드 (NVPI)                                       | 골드        | 50,000^       |
| 독일 (BVMI)                                           | 골드        | 250,000^      |
| 스위스 (IFPI 스위스)                                  | 골드        | 25,000^       |
| 영국 (BPI)                                            | 골드        | 100,000^      |
| 미국 (RIAA)                                           | 2× 플래티넘 | 2,000,000^    |
| *판매량을 기반으로 한 인증 ^출하량을 기반으로 한 인증 |             |               |